# Gonatas hebridalis
Gonatas hebridalis là một loài bọ cánh cứng trong họ Passalidae. Loài này được Boucher miêu tả khoa học năm 1991.